# 제노스 (기업)
제노스(영어: Genoss)는 생체재료, 카테터, 스텐트, 필러, 인공장기 등을 제조하는 의료기기 전문기업이다.

## 연혁
- 2004년 2월 25일 제노스 설립
- 2006년 5월 ISO 9001, ISO 13485, CE 인증 획득
- 2006년 8월 R&D센터 설립
- 2009년 1월 KGMP 획득
- 2014년 5월 MONALISA filler 국내허가 완료
- 2015년 12월 국내최초 DES 허가 완료
- 2016년 5월 MONALISA Lidocaine filler 국내 출시

## 사업장
- 본사: 경기도 수원시 영통구 이의동 906-5 경기R&DB센터
- 밀링센터: 경기도 용인시 수지구 신봉동 659-3번지
- 차세대 융합센터: 경기도 수원시 영통구 이의동 864-1 차세대 융합기술연구원 C동 8층 810호
- 수원공장: 경기도 수원시 영통구 이의동 27-5
- 망포공장: 경기도 수원시 영통구 망포동 5-6번지

## 같이 보기
- 카테터
- 덴티움